# South Padre Island
South Padre Island es un pueblo/ciudad ubicado en el condado de Cameron en el estado estadounidense de Texas. En el Censo de 2010 tenía una población de 2.816 habitantes y una densidad poblacional de 471,08 personas por km².

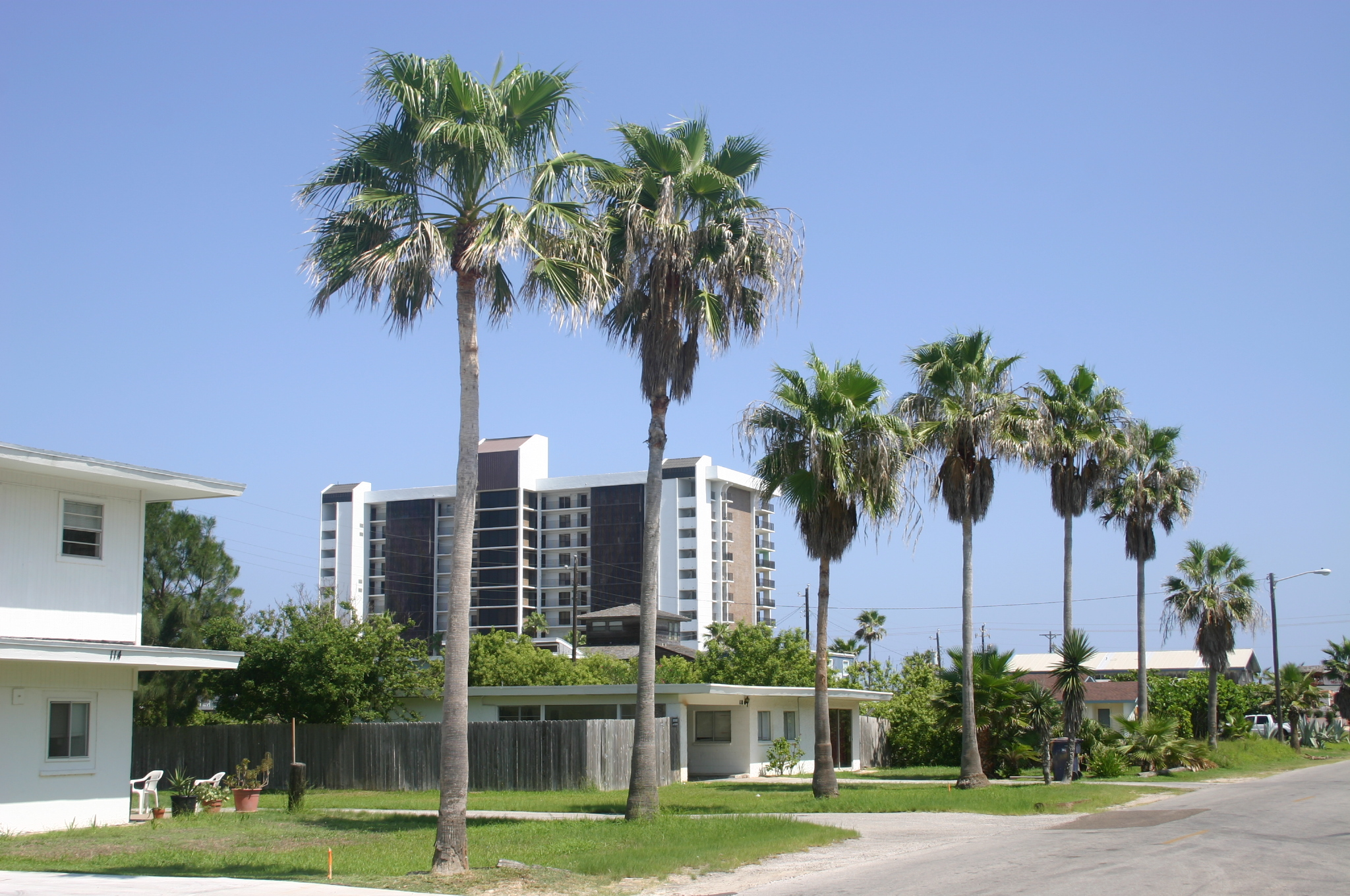
Casas y condominios residenciales en South Padre Island.

Es una población turística localizada en la Isla del Padre, en el extremo sur del estado de Texas. 
Oficialmente la población es de 2422 habitantes, mas esto sin contar con la enorme población flotante que divide su tiempo entre sus propiedades en la localidad y su residencia permanente fuera de la Isla del Padre. La mayoría de estos residentes provienen del interior del estado de Texas o del noreste de México, especialmente Nuevo León y Tamaulipas. South Padre Island está conectada a tierra firme mediante un puente a través de la Laguna Madre que la comunica con el puerto de Port Isabel.
El lugar fue inicialmente colonizado a principios del siglo XIX por el sacerdote católico Nicolás Ballí, propietario original de la Isla del Padre. 
En 1967 el huracán Beulah causó cuantiosos daños al pueblo, mas la reconstrucción convirtió a South Padre Island en un popular destino turístico.

## Geografía
South Padre Island se encuentra ubicado en las coordenadas 26°7′1″N 97°10′5″O / 26.11694, -97.16806. Según la Oficina del Censo de los Estados Unidos, South Padre Island tiene una superficie total de 5.98 km², de la cual 5.47 km² corresponden a tierra firme y (8.45%) 0.51 km² es agua.

## Demografía
Según el censo de 2010, había 2816 personas residiendo en South Padre Island. La densidad de población era de 471,08 hab./km². De los 2816 habitantes, South Padre Island estaba compuesto por el 93.39% blancos, el 1.14% eran afroamericanos, el 0.46% eran amerindios, el 1.42% eran asiáticos, el 0.04% eran isleños del Pacífico, el 2.27% eran de otras razas y el 1.28% pertenecían a dos o más razas. Del total de la población el 29.4% eran hispanos o latinos de cualquier raza.

## Educación
El Distrito Escolar Independiente de Point Isabel gestiona escuelas públicas.
La Universidad de Texas de El Valle del Río Grande gestiona la UTPA Coastal Studies Lab en South Padre Island.

## Ciudades hermanas
- San Pedro Garza García, México (2006)[8]